# Jack Ashford
Jack Ashford, né le 18 mai 1934 à Philadelphie est un musicien afro-américain célèbre pour avoir été le percussionniste de The Funk Brothers dans les années 1960-1970.

## Biographie
Il est le percussionniste de nombreux titres originaux de la chanson américaine comme War d'Edwin Starr, Nowhere to Run de Martha and the Vandellas, You Can't Hurry Love de The Supremes, I Heard It Through the Grapevine de Marvin Gaye ou Don't Leave Me This Way de Thelma Houston. Il apparait aussi sur des titres du groupe The Miracles au milieu des années 1960. 
Ashford a arrêté sa carrière au début des années 1980 mais est réapparu en 2014 sur l'album Put Your Needle Down (en) de The Secret Sisters (en). 
On lui doit en 2003 l'ouvrage Motown: The View From The Bottom publié chez Bank House Books.

## Référence
- (en) Cet article est partiellement ou en totalité issu de l’article de Wikipédia en anglais intitulé « Jack Ashford » (voir la liste des auteurs).